# الزيادي (تبن)
الزيادي هي إحدى قرى عزلة الحوطة بمديرية تبن التابعة لمحافظة لحج، بلغ تعداد سكانها 876 نسمة حسب تعداد اليمن لعام 2004.